# Hareth Al Naif
Hareth Al Naif (tiếng Ả Rập:  حارث النايف) (sinh ngày 20 tháng 1 năm 1993 ở Syria) là một cầu thủ bóng đá Syria. Hiện tại anh thi đấu cho Al Futowa, thi đấu ở Giải bóng đá ngoại hạng Syria, giải đấu cao nhất ở Syria.